# Станислав Работов
Станислав Работов е български професионален футболист, който играе като защитник на Ботев Пловдив.

## Биография
Станислав Славов Работов е роден на 14 юни 2002 г. Той определя град Раковски за негово родно място. Първоначално започва да тренира футбол в детско-юношеската школа на ФК Раковски под ръководството на треньора Александър Керин. От 2017 г. тренира в детско-юношеската школа на ПФК Ботев под ръководството на треньора Стефан Стоянов. През 2019 г. Българският футболен съюз отличава Станислав Работов за най-добър защитник в елитната група за юноши до 17 години (U17).

### Спортна кариера
Започва професионалната си футболна кариера като защитник на Ботев Пловдив през 2019 г. Дебютът му е на 3 декември 2019 г. при среща със Славия за Купата на България. Станислав Работов е включен в списъка на националния отбор през септември 2020 г.
През сезона 2024/2025 се състезава за ФК „Крумовград“.

## Статистика по сезони
Към 11 май 2021 г.:
| Клуб                | Лига                | Сезон               | Лига   | Лига   | Купа   | Купа   | Континентално | Континентално | Общо   | Общо   |
| Клуб                | Лига                | Сезон               | Мачове | Голове | Мачове | Голове | Мачове        | Голове        | Мачове | Голове |
| ------------------- | ------------------- | ------------------- | ------ | ------ | ------ | ------ | ------------- | ------------- | ------ | ------ |
| Ботев Пловдив       | Първа лига          | 2018 – 19           | 0      | 0      | 0      | 0      | -             | -             | 0      | 0      |
| Ботев Пловдив       | Първа лига          | 2019 – 20           | 10     | 0      | 4      | 0      | -             | -             | 14     | 0      |
| Ботев Пловдив       | Първа лига          | 2020 – 21           | 23     | 0      | 2      | 0      | -             | -             | 25     | 0      |
| Кариерна статистика | Кариерна статистика | Кариерна статистика | 33     | 0      | 6      | 0      | 0             | 0             | 39     | 0      |